# Silla (godin)
Silla is de heerseres van de regen, de sneeuw, de wind en de zee volgens de mythologie van de Inuit. Deze geest wordt in bijna alle Inuit-gebieden erkend. Silla wordt gezien als een persoon, maar heeft geen lichamelijke vorm.
Ze heerst over het weer en de toestand op bij de inuit. Als ze gunstig gezind is, laat ze het gunstig weer zijn om te jagen en stellen de inuit het goed. Als ze minder goed gezind is of iemand heeft haar beledigd dan veroorzaakt ze hevige stormen en is het zeer ongustig weer. Dan krijgen de inuit ziektes en honger.